# كوميانا
كوميانا هي كومونا (بلدية) في مدينة تورينو الحضرية في المنطقة الإيطالية بيدمونت، وتقع على بعد حوالي 30 كيلومتر (19 ميل) جنوب غرب تورينو.
تقع كوميانا على حدود البلديات التالية: جيافينو وترانا وبيوساسكو و فولفيرا وبيناسكا وبينيرولو وفروساسكو وكانتالوبا وأيراسكا وبيسينا. وتشمل الجبال القريبة من كوميانا جبال مونتي تري دينتي و مونتي فريدور وأجزاء من كوتيان ألب.

## المدن التوأم - المدن الشقيقة
توأمت كوميانا مع:
- سان غييرمو, في الأرجنتين
- إرلنغن, في ألمانيا

## روابط خارجية
- الموقع الرسمي